# 9344 Klopstock
Klopstock (asteróide 9344) é um asteróide da cintura principal com um diâmetro de 17,05 quilómetros, a 2,1587041 UA. Possui uma excentricidade de 0,087202 e um período orbital de 1 328,38 dias (3,64 anos).
Klopstock tem uma velocidade orbital média de 19,36794374 km/s e uma inclinação de 5,02567º.
Este asteróide foi descoberto em 12 de Setembro de 1991 por Freimut Börngen.